# Foltos királymakréla
A foltos királymakréla (Scomberomorus maculatus) a sugarasúszójú halak (Actinopterygii) osztályának a sügéralakúak (Perciformes) rendjébe, ezen belül a makrélafélék (Scombridae) családjába tartozó faj.

## Előfordulása

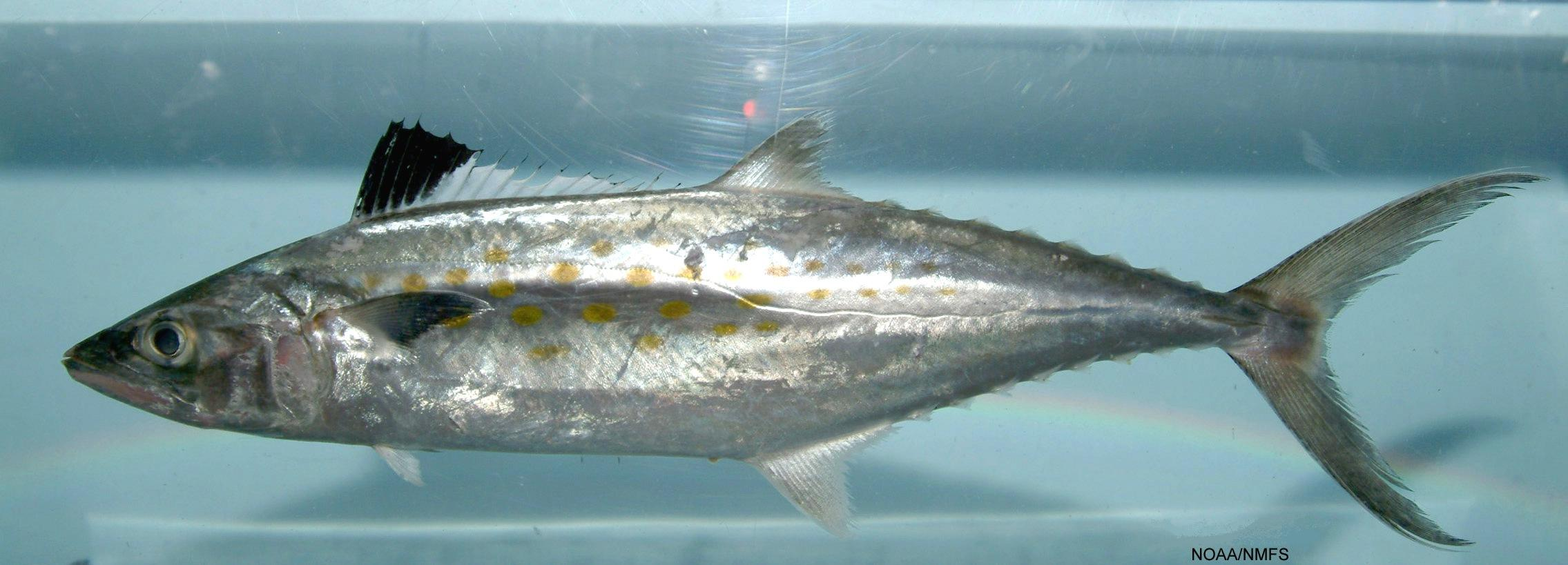
Az első hátúszójának az elülső része fekete színű

A foltos királymakréla előfordulási területe az Atlanti-óceán északi felének a nyugati részén van, délre egészen a Mexikói-öbölig. Kanadától kezdve a Cape Codon és Floridán keresztül, egészen a mexikói Yucatán-félszigetig sokfelé megtalálható. Ezt a halfajt gyakran összetévesztik a következő három rokonával: az Atlanti-óceán keleti részén élő Scomberomorus tritorral, a Karib-térségben és Dél-Amerika partmentén élő Scomberomorus brasiliensisszal, valamint a Kelet-Csendes-óceánban megtalálható Scomberomorus sierrával. A foltos királymakréla hiányzik a Bahama-szigetek környékéről.

## Megjelenése
A hím legfeljebb 91 centiméter hosszú és 5,9 kilogramm testtömegű. 42,5 centiméteresen már felnőttnek számít. A hátúszóján 17-19 tüske és 17-20 sugár, míg a farok alatti úszóján 17-20 sugár ül. 51-53 csigolyája van; ezekből 21-22 a hátgerinchez, míg 30-31 a farokhoz tartozik. Az oldalvonala a faroktőhöz közeledve lefelé görbül. Nincs úszóhólyagja. Testét apró pikkelyek fedik. Az első hátúszójának az elülső része fekete színű; a hal oldalai ezüstösek. A testén három sorba rendeződve kis, elliptikus sötét foltok vannak; amíg a hal él ezek a foltok narancssárgák.

## Életmódja

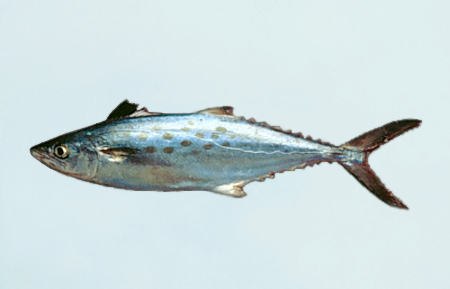
Amíg a hal él, addig a foltjai narancssárga színűek

A foltos királymakréla a tengeri hal, amely a nyíltabb vizeket kedveli. Általában 10-35 méteres mélységekben tartózkodik. A 20-30 Celsius-fokos vízhőmérsékletet és a 28,3-37,4 ppt. sótartalmat kedveli. Táplálékát főleg a kisebb-nagyobb heringfélék alkotják, de ezek mellett fejlábúakkat és kisebb rákokkat is fogyaszt. Hosszú távokon nagy rajokban vándorol a partok mentén. Ez a halfaj a közönséges pörölycápa (Sphyrna zygaena) egyik fő tápláléka.
Az ikrák és az ivadék a felszín közelében lebeg. Legfeljebb 5 évig él.

## Felhasználása
Mivel nagy rajokban úszik, gyakran a légi megfigyelők keresik meg; továbbá irányítják a halászhajókat a helyszínre. Ezt a halat ipari mértékben halásszák; halászatához mindenféle módszer alkalmas. A sporthorgászok is kedvelik. Frissen, füstölve és fagyasztva árusítják. Sütve, főzve fogyasztható.
Húsa ízletes, azonban néha ciguatera-mérgezést okozhat.